# Coloma Francisca Mendiola Olarte
Coloma Francisca Mendiola Olarte, née le 18 juin 1959, est une femme politique espagnole membre du Parti populaire (PP).

## Biographie

### Vie privée
Elle est divorcée et mère d'un fils.

### Activités politiques
Le 14 mars 2004, elle est élue sénatrice pour La Rioja au Sénat et réélue en 2008, 2011, 2015 et 2016. Elle est première secrétaire de la commission générale des communautés autonomes.